# Charles Ceccaldi-Raynaud
Pour les articles homonymes, voir Ceccaldi et Raynaud.
Charles Ceccaldi-Raynaud, né le 25 juin 1925 à Bastia et mort le 18 juillet 2019 à Balma, est un avocat et homme politique français.
Il est d’abord secrétaire général de la SFIO dans les Hauts-de-Seine, puis secrétaire général du RPR dans le même département. Il devient ensuite maire de Puteaux de 1969 à 2004, tout en étant député de la sixième circonscription des Hauts-de-Seine de 1993 à 1995, puis sénateur des Hauts-de-Seine de 1995 à 2004.

## Biographie

### Famille
Charles Ceccaldi-Raynaud est le fils de Joseph Napoléon Ceccaldi (1897-1927), postier, et de Marie Pieri, directrice d'école,. Sa mère, veuve à 36 ans, se remarie à Louis Raynaud qui adopte son beau-fils Charles à sa majorité. Il est le père de Joëlle Ceccaldi-Raynaud, maire de Puteaux.

### Formation
Charles Ceccaldi-Raynaud fait ses études au lycée d'Oujda (Maroc) puis à l'Institut des études marocaines à Rabat. Après avoir obtenu son baccalauréat à Fès, il s'inscrit à la faculté de droit d'Alger.
Il obtient un doctorat en droit après avoir soutenu une thèse sur « Socialisme et corporatisme en France ». Avocat stagiaire, il prête serment le 9 novembre 1949. En 1951, il quitte le barreau et passe le concours de commissaire de police. Il est commissaire de police de 1951 à 1953. En 1954, il entre au Gouvernement général de l'Algérie française, où il est nommé « chef du service de la réglementation ». Il est ensuite recruté comme administrateur des services civils de l'Algérie en 1957.

### Parcours politique
Charles Ceccaldi-Raynaud fait ses premiers pas en politique en 1950 à l'âge de 25 ans en adhérant à la SFIO d'Alger. Inscrit depuis peu, Ceccaldi-Raynaud demande à être désigné comme candidat à l'élection de l'Assemblée algérienne, ce qu'on lui refuse.
En 1955, il prend la direction de la fédération de la SFIO d'Alger. Ses opposants l'accusent à l'époque de s'être appuyé sur les milieux corses et, le 23 juin 1956, il est exclu par la commission fédérale des conflits de la SFIO. Le jugement est cependant cassé le 6 décembre de la même année par la commission nationale des conflits du parti.
Au début de 1957, durant la bataille d'Alger, Paul Teitgen, alors secrétaire général de la préfecture d'Alger, le nomme à la tête du camp de tri des prisonniers de Beni Messous, dans le but de contrôler les activités des parachutistes. Dans un entretien publié en 2001, Charles Ceccaldi-Raynaud précise avoir occupé ce poste moins de quinze jours, dans le cadre d'un stage en préfecture en tant qu'élève administrateur.
En mai 1958, il appartient à la commission chargée d’étudier la situation en Algérie au conseil national de la SFIO. Il quitte l'Algérie le 4 juin, et nourrit à l'époque un vif désaccord avec la politique suivie par Guy Mollet. Il est alors l'objet d'un ordre d'arrestation du colonel Godard, directeur de la Sûreté nationale en Algérie.
Il arrive en région parisienne à la fin des années 1950 à Bondy, où il est élu conseiller municipal en 1959.
En 1960, Charles Ceccaldi-Raynaud est engagé comme directeur de l'office d'HLM de Puteaux.
En 1965, il est élu au conseil municipal de cette ville sur la liste du maire socialiste sortant, Georges Dardel, qui le nomme 4e adjoint. Il est par ailleurs secrétaire de la fédération de la SFIO des Hauts-de-Seine. En octobre 1967, Georges Dardel est victime d'un grave accident de la route. Durant un an et demi, Charles Ceccaldi-Raynaud fait la navette entre la mairie et l'hôpital et fait fonction de maire de Puteaux par intérim,.
En février 1969, Georges Dardel démissionne sur invitation du comité directeur de la SFIO. Bien qu'exclu au même moment pour avoir pris un gaulliste dans son équipe, Charles Ceccaldi-Raynaud lui succède,. Il adhère au Parti de la démocratie socialiste (PDS), dont il est cependant rapidement exclu ; il rejoint ensuite le Mouvement démocrate socialiste de France, qui regroupe comme le PDS des socialistes s'opposant à l'alliance entre le PS et le PCF. En décembre 1970, Georges Dardel se voit encore interdire par le nouveau Parti socialiste de se présenter contre son successeur. Finalement, lors des élections municipales de 1971, Charles Ceccaldi-Raynaud n'obtient pas l'investiture du PS, accordée à la liste Dardel. Il reçoit néanmoins le soutien d'Achille Peretti, maire UDR de Neuilly-sur-Seine. La droite ne présente pas de liste. La campagne est violente et tendue : l'affaire de la fusillade de Puteaux entre colleurs d'affiches de candidats rivaux se solde par sept blessés et la mort d'un colleur de Dardel. L'affaire fait grand bruit, la presse française parlant alors de « Chicago-sur-Seine » ; Charles Ceccaldi-Raynaud l'emporte néanmoins avec 65 % des voix. En 1975, il est déclaré civilement responsable de la fusillade par la justice, plusieurs agresseurs étant employés de la commune, et condamné à 200 000 francs de dommages et intérêts. Sa gestion de la ville de Puteaux et notamment son clientélisme (chose qu'il revendique) lui valent régulièrement les critiques de l'opposition.
En 1987, Charles Ceccaldi-Raynaud s'inscrit de nouveau au barreau de Paris. Il est nommé président du conseil d'administration de l'Établissement public pour l'aménagement de la région de la Défense le 18 décembre 1987, puis le 9 décembre 1988, poste qu'il quitte le 21 avril 1989 ; il est de nouveau nommé à ce poste de façon continue du 3 juin 1993 au 18 décembre 1998.
Au moment des élections législatives de 1993, Charles Ceccaldi-Raynaud est le suppléant de Nicolas Sarkozy dans la sixième circonscription des Hauts-de-Seine. Ce dernier étant élu et nommé ministre du gouvernement Édouard Balladur, il devient député le 2 mai 1993. Deux ans plus tard, Nicolas Sarkozy quitte ses fonctions ministérielles et manifeste sa volonté de redevenir député. Charles Ceccaldi-Raynaud démissionne le 17 juillet 1995, et conquiert un siège de sénateur lors des élections sénatoriales de septembre.
Comme maire de Puteaux, il transforme profondément sa ville. Après avoir été une banlieue ouvrière, celle-ci devient, comme de nombreuses communes du département à la même période, l'une des plus aisées de l'ouest de Paris, notamment grâce aux taxes perçues sur La Défense. Cela lui permet de bénéficier d'un grand nombre d'employés municipaux et de logements sociaux, alimentant les soupçons de clientélisme.
Contraint de se faire hospitaliser, Charles Ceccaldi-Raynaud abandonne son mandat de maire de Puteaux à sa fille, Joëlle Ceccaldi-Raynaud, en avril 2004. Ne se représentant pas aux sénatoriales de 2004, il demeure adjoint au maire, conseiller général des Hauts-de-Seine et président de l'office HLM de Puteaux. En 2005, il souhaite reprendre le siège de maire à sa fille, mais celle-ci refuse de démissionner. Charles Ceccaldi-Raynaud s'en prend alors publiquement à sa fille, l'accusant de n'avoir « ni les qualités morales, ni les qualités physiques et intellectuelles pour le poste ». À l'occasion de l'élection municipale de 2008, il présente une liste dissidente face à celle de sa fille, cette dernière l'emportant largement au second tour après le maintien de quatre listes au second tour. Charles Ceccaldi-Raynaud ne peut siéger au conseil municipal en raison d'une règle interdisant que trois membres d'une même famille y siègent (Vincent Franchi, le fils de Joëlle Ceccaldi-Raynaud, est en effet conseiller municipal) : c'est Marie-Sophie Mozziconacci, productrice de cinéma, élue sur sa liste, qui le remplace à 26 ans.
En septembre 2006, sa fille Joëlle est condamnée pour diffamation par la 14e chambre. Seule une complicité de diffamation a été requise à son encontre, étant donné qu'il n'était pas responsable du support de diffusion de la ville, par la chambre correctionnelle du tribunal de Nanterre à l'encontre de Christophe Grébert, l'auteur d'un blog critique sur la gestion de la municipalité de Puteaux. Ils doivent payer une amende de 2 500 euros chacun, ainsi que 3 000 euros de dommages-intérêts pour avoir insinué que leur opposant avait des penchants pédophiles.
Il meurt le 18 juillet 2019 à Balma,,. Après une cérémonie religieuse en l'église Saint-Martin-de-Boville de Lasbordes à Balma, il est enterré le 22 juillet 2019, dans le cimetière de la commune.

## Affaires et procès

### «Fusillade de Puteaux»
En 1971 à Puteaux, pendant la campagne municipale, un colleur d'affiches socialiste, Salah Kaced, 31 ans, est tué par des partisans de Charles Ceccaldi-Raynaud, alors maire. En 1974, comme des employés de la mairie se trouvent impliqués, Charles Ceccaldi-Raynaud est jugé au civil responsable de la fusillade et est condamné à verser plus de 200 000 francs de dommages et intérêts à la partie civile. Ce fait divers inspire les cinéastes Pierre Granier-Deferre pour son film Adieu poulet (1975), avec Lino Ventura et Patrick Dewaere, et André Cayatte pour Il n'y a pas de fumée sans feu (1973) avec Annie Girardot.

### Affaire  de la chaufferie de La Défense
Charles Ceccaldi-Raynaud, ancien président du Syndicat mixte de chauffage urbain de La Défense (SICUDEF) dans les années 1990, a été au centre d'une affaire de corruption et d'abus de biens sociaux, dite "Affaire du chauffage urbain de La Défense". 
En 1998, le Sicudef avait attribué un marché de plusieurs centaines de millions d’euros relatif au chauffage et de la climatisation du quartier de La Défense au groupement d'entreprises Enerpart-Vatech-Soffimat. 
Charles Ceccaldi-Raynaud est soupçonné d’avoir perçu une commission de cinq millions de francs sur un total de 35 millions de francs versés sous forme de pots-de-vin à des membres du Sicudef. Les investigations ont révélé l’existence d’importantes sommes sur des comptes ouverts au Luxembourg par la famille Ceccaldi-Raynaud. 
Mis en examen pour corruption passive et favoritisme, il se défend en 2007 devant les enquêteurs de toute infraction et accuse sa fille Joëlle Ceccaldi-Raynaud, maire de Puteaux, avec qui il est en conflit. Pour justifier ces lingots d'or, Joëlle Ceccaldi-Raynaud a affirmé qu'il s'agissait de l'héritage d'une grand-mère corse. En novembre 2015, elle a reconnu devant un juge d'instruction l'existence d'un compte bancaire occulte luxembourgeois et d'avoir transféré des fonds à ses enfants. Elle est mise en examen pour blanchiment de fraude fiscale aggravée en décembre 2020 et est placée sous contrôle judiciaire.

## Détail des mandats et fonctions
- 1965-1969 : conseiller municipal et adjoint au maire de Puteaux
- 1969-2004 : maire SFIO, PSD, RPR, puis UMP de Puteaux
- 1993-1995 : député de la sixième circonscription des Hauts-de-Seine, en tant que suppléant de Nicolas Sarkozy
- 1995-2004 : sénateur des Hauts-de-Seine
- 2004-2008 : adjoint au maire de Puteaux
- 1973-1989 et 2004-2011 : conseiller général des Hauts-de-Seine, élu dans le canton de Puteaux
- 1976-1982 et 1986-1993 : membre du conseil régional d'Île-de-France, dont il est vice-président de 1986 à 1993

## Ouvrage
- La guerre perdue d'Algérie, Charles Ceccaldi-Raynaud, Paris : Alfabarre, 2015, 258 p.